# Grzegorz Bronowicki
Grzegorz Bronowicki (ur. 4 sierpnia 1980 w Jaszczowie) – piłkarz grający na pozycji obrońcy lub pomocnika, reprezentant kraju. Brat Piotra.

## Kariera klubowa
Wychowanek Górnika Łęczna. Dalsza kariera klubowa:
- Lewart Lubartów, runda wiosenna 2000/01
- Górnik Łęczna 2001/02-2005/06 (ponownie)
- Legia Warszawa – kontrakt podpisał 12 grudnia 2005 r.; debiut 11 marca 2006 r., podczas meczu z Groclinem.
- FK Crvena zvezda – podpisał trzyletni kontrakt dnia 18 lipca 2007 r.; Serbowie zapłacili za niego Legii ok. 850 tys. euro[1].
- Górnik Łęczna – w lipcu 2009 roku powrócił do Górnika Łęczna podpisując umowę tylko na sezon 2009/2010.
- Ruch Chorzów – 22 czerwca 2010 podpisał roczny kontakt, z opcją przedłużenia o dwa lata[2]. Klub nie skorzystał z tej opcji i 27 maja 2011, Bronowicki został wolnym zawodnikiem[3].
- JKS 1909 Jarosław – od 2016[4]

W okresie gry w Lewarcie Lubartów pracował fizycznie w kopalni węgla kamiennego Bogdanka.
Debiut w ekstraklasie: 9 sierpnia 2003 (Górnik Łęczna – Wisła Płock 3:1).

## Reprezentacja Polski
Powołany do kadry na mecz z reprezentacją Litwy w 2006 r., nie wziął w nim udziału wskutek kontuzji doznanej podczas meczu Legii Warszawa z Koroną Kielce. W reprezentacji zadebiutował dopiero 7 października 2006 w zwycięskim 1:0 meczu z Kazachstanem. Reprezentant nr 799. Nie pojechał na Euro 2008 z powodu kontuzji.
| Lp. | Data                 | Rozgrywki       | Kraj               | Przeciwnik | Gdzie | Wynik | Grał   |
| --- | -------------------- | --------------- | ------------------ | ---------- | ----- | ----- | ------ |
| 1   | 7 października 2006  | el. ME2008      | Kazachstan         | Kazachstan | W     | 1:0   | 90'    |
| 2   | 11 października 2006 | el. ME2008      | Portugalia         | Portugalia | S     | 2:1   | 90'    |
| 3   | 15 listopada 2006    | el. ME2008      | Belgia             | Belgia     | W     | 1:0   | 90'    |
| 4   | 3 lutego 2007        | Mecz towarzyski | Estonia            | Estonia    | N     | 4:0   | 90'    |
| 5   | 7 lutego 2007        | Mecz towarzyski | Słowacja           | Słowacja   | N     | 2:2   | 90'    |
| 6   | 6 czerwca 2007       | el. ME2008      | Armenia            | Armenia    | W     | 0:1   | 90'    |
| 7   | 22 sierpnia 2007     | Mecz towarzyski | Rosja              | Rosja      | W     | 2:2   | 90'    |
| 8   | 8 września 2007      | el. ME2008      | Portugalia         | Portugalia | W     | 2:2   | do 55' |
| 9   | 13 października 2007 | el. ME2008      | Kazachstan         | Kazachstan | S     | 3:1   | 90'    |
| 10  | 17 listopada 2007    | el. ME2008      | Belgia             | Belgia     | S     | 2:0   | 90'    |
| 11  | 21 listopada 2007    | el. ME2008      | Serbia             | Serbia     | W     | 2:2   | 90'    |
| 12  | 6 lutego 2008        | Mecz towarzyski | Czechy             | Czechy     | N     | 2:0   | 90'    |
| 13  | 26 marca 2008        | Mecz towarzyski | Stany Zjednoczone  | USA        | S     | 0:3   | 90'    |
| 14  | 26 maja 2008         | Mecz towarzyski | Macedonia Północna | Macedonia  | N     | 1:1   | do 46' |

(S – mecz na polskich boiskach, W – mecz na wyjeździe, N – mecz na terenie neutralnym)